# Jacques Boyvin
Jacques Boyvin /ʒak bwaˈvɛ̃/ (Parigi, 1650 circa – Rouen, 30 giugno 1706) è stato un organista e compositore francese. È uno dei più illustri esponenti della Scuola organistica francese.
Nacque probabilmente a Parigi tra il 1649 e il 1655, e qui intraprese i suoi studi. Uno dei suoi primi impieghi fu quello di organista presso la chiesa parigina di Quinze-Vingts e nel 1674 fu nominato organista titolare nella Cattedrale di Rouen, dove era stato organista Jean Titelouze almeno 40 anni prima. Altri suoi impieghi collaterali erano quelli di manutenzione, esibizione e supervisione dei lavori di completamento del grande organo Clicquot a quattro manuali contenuto nella chiesa. Boyvin fu anche stimato maestro d'organo. Uno dei suoi allievi, François d'Agincourt, gli succederà come organista alla sua morte. Come Titelouze, Boyvin non cambierà mestiere e rimarrà organista della Cattedrale di Rouen fino alla sua morte, avvenuta il 30 giugno del 1706. 
Boyvin pubblicò due raccolte di pezzi d'organo nel 1669 e nel 1700, entrambi contenenti delle elaborazioni per le messe in tutti i toni liturgici. Si tratta in totale di circa 120 composizioni. Nel secondo libro vi è anche un trattato sull'accompagnamento organistico e sull'esecuzione. 
Lo stile di Boyvin è particolarmente alto e ieratico, strettamente liturgico e monumentale, pur essendo attento alle tendenze dello stile classico francese, ovvero alla ricchezza e varietà timbrica e alle numerose fioriture. Le sue composizioni mostrano grande precisione stilistica e rivela uno studio attento delle forme dei grandi del passato, come Nicolas Lebègue e Guillaume-Gabriel Nivers.